# Strada statale 555 delle Colline
La ex strada statale 555 delle Colline (SS 555), ora strada provinciale 555 delle Colline (SP 555), è una strada provinciale italiana il cui percorso si sviluppa per intero nel comune di Collesalvetti.

## Percorso
La strada ha origine nella frazione Stagno, distaccandosi dalla strada statale 1 Via Aurelia poco prima che questa superi lo Scolmatore d'Arno e in prossimità dello svincolo Stagno della FI-PI-LI.
La strada prosegue quindi parallela alla ferrovia Maremmana, attraversando la frazione di Guasticce.
Dopo aver superato l'A12 Genova-Rosignano, la strada si distacca dalla ferrovia, piegando verso nord-est e, attraversando la diramazione Collesalvetti-Pisa della stessa ferrovia, raggiunge Vicarello dove nel centro abitato si innesta con il tratto ormai dismesso della ex strada statale 206 Pisana-Livornese.
In seguito al decreto legislativo n. 112 del 1998, dal 2001, la gestione è passata dall'ANAS alla Regione Toscana che ha provveduto al trasferimento dell'infrastruttura al demanio della Provincia di Livorno.